# Rozvodovka

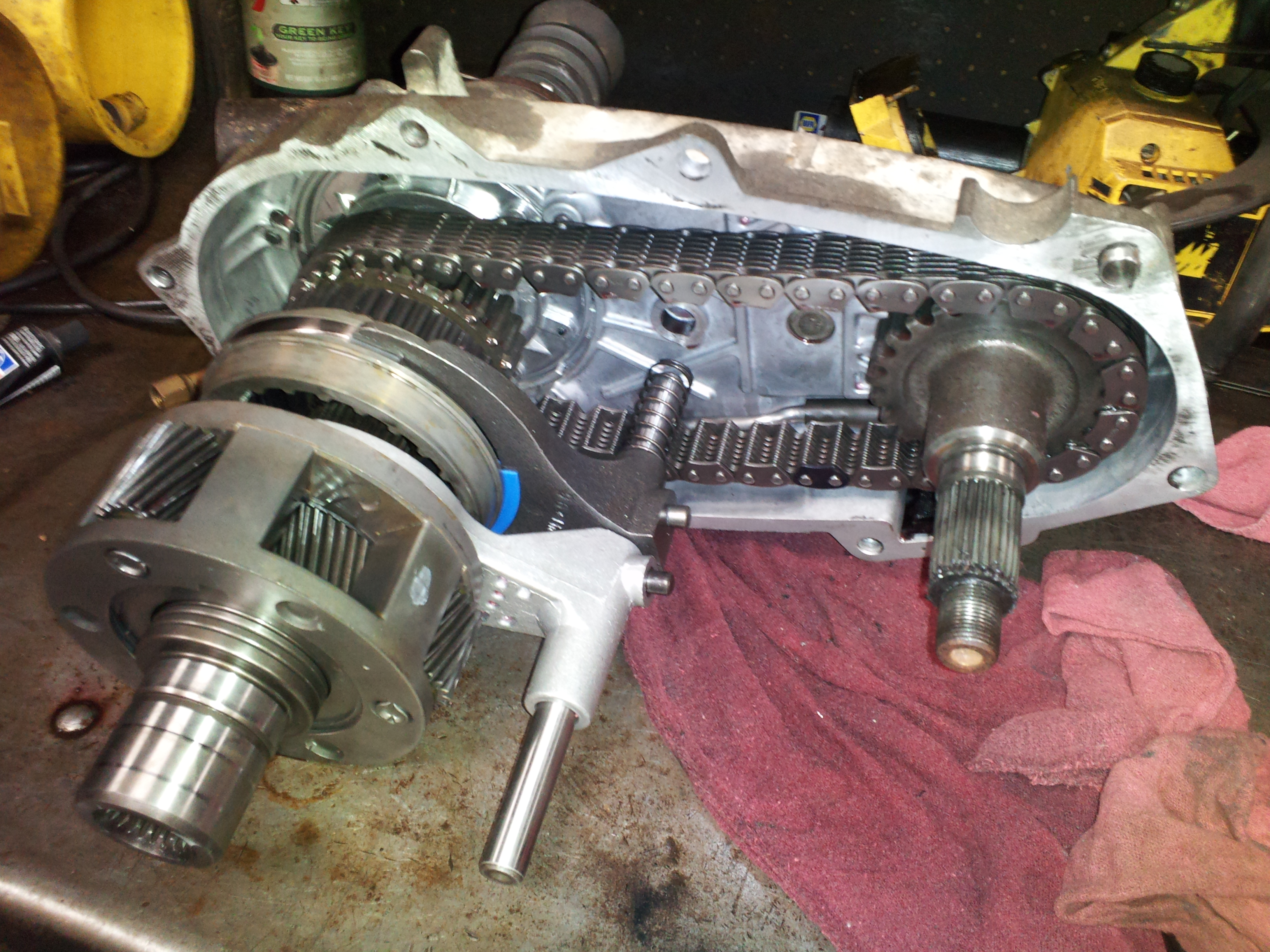

Rozvodovka je převodová skříň sloužící k přenosu točivého momentu vstupní hřídele na jednu a více výstupních hřídelí se stejnou, ale i s jinou úhlovou rychlostí a točivým momentem než vstupní. Rozvodovka je součástí mnoha strojů – nejčastěji se s ní setkáme v motorových vozidlech. Obvyklý typ rozvodovky je diferenciál, ten umožňuje přenos rozdílného poměru otáček (diference otáček) na výstupních hřídelích (polonápravách).
V motorových vozidlech se rozvodovka nachází mezi hnanými nápravami (vpředu nebo vzadu, podle typu pohony).